# Amerikaanse langlob-ribkwal
De Amerikaanse langlob-ribkwal (Mnemiopsis leidyi) is een ribkwal uit de familie Bolinopsidae. 
De naam Mnemiopsis leidyi werd in 1865 voor het eerst gepubliceerd door Alexander Agassiz.

## Kenmerken
De soort heeft acht ribben, vier korte en vier lange. Het lichaam van het dier is min of meer eivormig. De kwal is tweezijdig symmetrisch en heeft twee lobben.

## Voorkomen
Ze komt oorspronkelijk voor in de kustwateren van de westelijke Atlantische Oceaan. Ze is een carnivoor die zich voedt met zoöplankton, eieren en larven van vissen en andere ribkwallen.

## Invasieve soort
De soort werd in 1982 voor het eerst waargenomen in de baai van Soedak aan de Zwarte Zee, maar het duurde tot 1988 vooraleer de soort zich snel begon te verspreiden over de gehele Zwarte Zee. Ze is wellicht in ballastwater van schepen uit de Noordwest-Atlantische kustwateren meegekomen. Omdat ze zich snel voortplanten (het zijn zelfbevruchtende hermafrodieten) en het roofdieren zijn die niet van een bepaald soort prooi afhankelijk zijn, konden ze zich in ideale omstandigheden vestigen in de Zwarte Zee. M. leydyi heeft ook de aangrenzende zeeën (oostelijk deel van de Middellandse Zee en Zee van Azov) gekoloniseerd. De toename van M. leidyi had een negatief effect op het aantal viseieren en larven en het zoöplankton, wat ook nadelig was voor de visserij. In 1995-1997 bleek het ecosysteem zich enigszins te herstellen en beter weerstand te bieden aan de indringer.
De soort komt sinds 2006 ook, soms massaal, in de Nederlandse kustwateren voor.